# ديفيد دون
دايفد دون (1799-1841) (بالإنجليزية: David Don)‏ هو عالم نبات اسكتلندي.